# John McQuilliam
John McQuilliam (3 augustus 1962) is Formule 1-auto-ontwerper uit het Verenigd Koninkrijk. Vanaf 1986 werkte hij voor het team van Williams en vervolgens voor Arrows als composite engineer alvorens over te stappen naar Jordan. Nadat Jordan werd overgenomen door de Midland Group in 2005 bleef McQuilliam verbonden aan het team totdat dit verkocht werd aan Spyker Cars in 2007. Aan het eind van 2007 verliet hij Spyker.
In maart 2014 keerde McQuilliam terug in de Formule 1 als technisch expert/ontwerper bij Marussia dat in 2015 overging in Manor Marussia F1 Team. Voor het seizoen 2016 werd hij benoemd tot technisch directeur. Hij was de ontwerper van de Manor MRT05, de auto waarmee het team dat jaar deelnam aan de Formule 1. Nadat Manor Racing ophield te bestaan trad McQuilliam in dienst bij Prodrive.